# Huy hiệu học

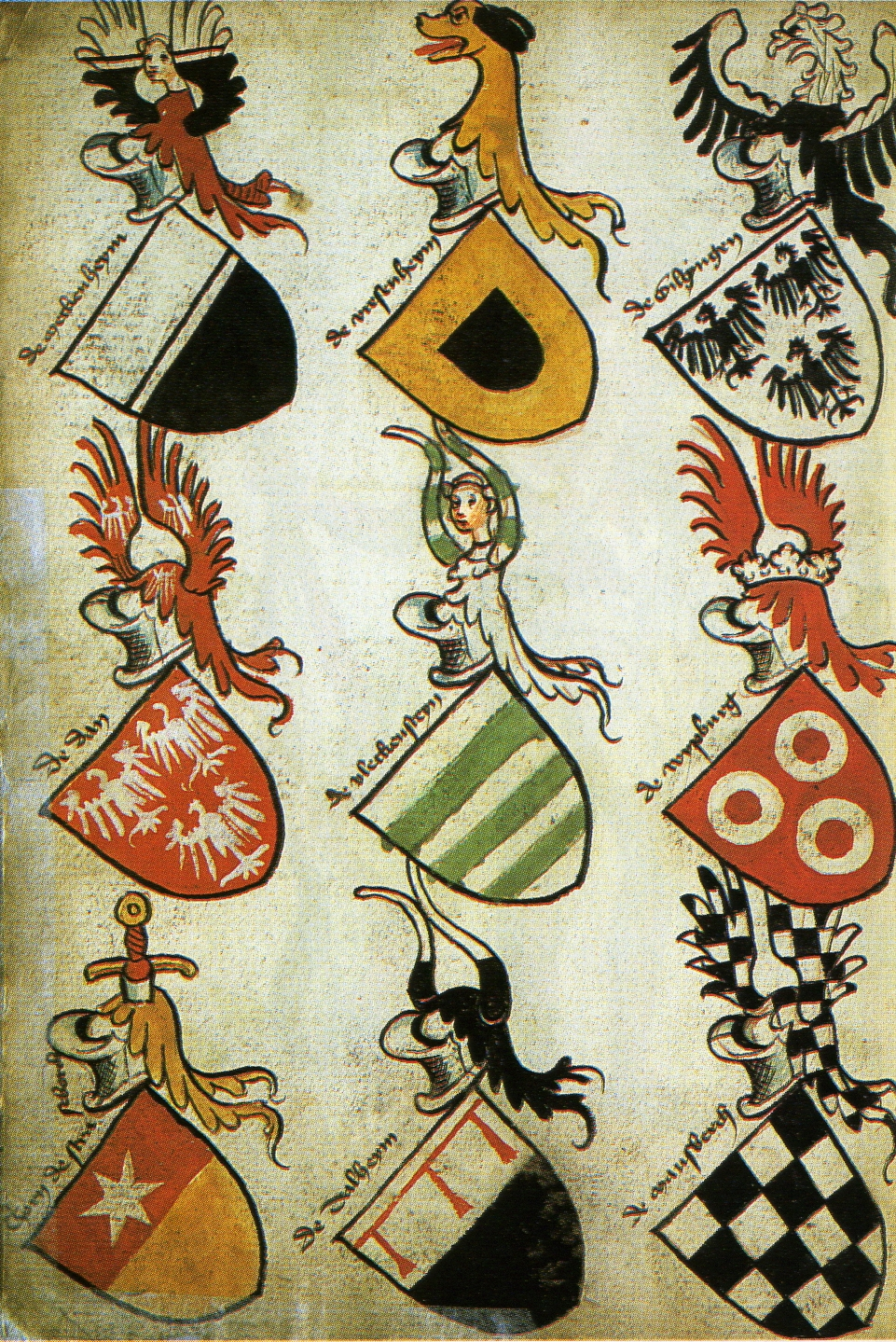
Huy hiệu Đức thế kỷ 15

Huy hiệu học là thuật ngữ gồm toàn diện về việc thiết kế, nghiên cứu, trưng bày huy hiệu (Thuẫn huy hoặc Thuẫn hình văn chương), cũng như các lĩnh vực liên quan, như kì học, cùng với việc nghiên cứu về nghi lễ, cấp bậc, và phả hệ học.